# 戸次鑑方
戸次 鑑方（べっき あきかた）は、戦国時代の武将。大友氏の家臣。大友氏庶流の戸次氏の一族。養母は養孝院（立花道雪の母）。異母兄に戸次鑑連（のちの立花道雪）、異母弟に戸次親行。子に戸次鎮連、戸次鎮林（しげきみ/しげとき）がいる。

## 略歴
豊後国の大名の家臣である戸次親家の三男として生まれるが異説がある。異母兄・鑑連同様、大友義鑑から偏諱を賜り鑑方と名乗る。鑑連に従い各地で戦功を挙げる。
天文19年（1550年）2月、二階崩れの変において大友義鎮（宗麟）に戦功を賞される。
弘治2年（1556年）、田原親宏などと共に毛利氏に帰順した豊前守護代であった松山城主の杉重吉を攻める。
永禄10年（1567年）8月、毛利氏と組んで勢力拡大を図る秋月種実を討伐するため、鑑方も兄とともに筑前国に出陣した。同年9月、秋月軍は大友軍と激突したが、戦況不利として引き上げた。その夜、警戒を解いた大友軍に対して種実は夜襲を仕掛けた（休松の戦い）。秋月軍の夜襲を受けた大友軍は、同士討ちなどで壊乱し、乱戦の中、鑑方も一族の戸次親繁、戸次親宗らとともに戦死した。
史書によっては、この休松の戦いを大友軍の勝利としているが、戸次一族の多くが討死するなど、多くの被害を受けた。実際は引き分けか、事実上の敗北と思われる。その後も秋月種実は筑後国へ撤退する大友軍に追撃をかけて、多くの将兵を討ち取った。同年9月8日、大友義鎮もこの戦いでの被害に対して鑑連（道雪）に弔意文を送った。